# Vitigudino
Vitigudino is een gemeente in de Spaanse provincie Salamanca in de regio Castilië en León met een oppervlakte van 52,33 km². Vitigudino telt 2.634 inwoners (1 januari 2016). Vitigudino is samen met Fermoselle de hoofdstad van de comarca Tierra de Vitigudino.